# Stanisław Pajka
Stanisław Pajka (ur. 4 marca 1934 w Dylewie Starym w powiecie ostrołęckim, zm. 9 grudnia 2017) – polski pedagog, działacz społeczny, badacz i popularyzator regionu kurpiowskiego.

## Życiorys
Absolwent Państwowego Liceum Pedagogicznego w Ostrołęce. Studia na Wydziale Filozoficzno-Społecznym (później: Pedagogiki i Psychologii) Uniwersytetu Warszawskiego ukończył w 1958 z dyplomem magistra pedagogiki wraz z dodatkowym przedmiotem – historią. Pracował początkowo jako nauczyciel w Lidzbarku Warmińskim, następnie w Łomży, a od 1962 w Ostrołęce – w Powiatowym Oddziale ZNP. W 1975 uzyskał na UW tytuł doktora nauk humanistycznych. Później pracował w Instytucie Kształcenia Nauczycieli Oddział w Rembertowie i Wojewódzkiej Poradni Wychowawczo-Zawodowej. Przez wiele lat (aż do przejścia na emeryturę) był kierownikiem Stacji Naukowej Mazowieckiego Ośrodka Badań Naukowych im. S. Herbsta z siedzibą w Ostrołęce.
Współtworzył Ostrołęckie Towarzystwo Naukowe i Związek Kurpiów (był członkiem Prezydium Zarządu Głównego). Autor kilkunastu książek, a także ponad 400 artykułów, szkiców i rozpraw zamieszczonych w pismach regionalnych i ogólnopolskich oraz w pracach zbiorowych.
Za swoją działalność otrzymał szereg wyróżnień, m.in. Krzyż Kawalerski Orderu Odrodzenia Polski, Medal „Gloria Artis”, Nagrodę Ministra Edukacji Narodowej I stopnia, Nagrodę i medal im. Zygmunta Glogera, Ogólnopolską Nagrodę I stopnia im. Aleksandra Patkowskiego, Nagrodę Marszałka Województwa Mazowieckiego (2000). Stanisław Pajka był również dwukrotnym laureatem nagrody „Kurpiki” w kategorii Nauka i pióro (2001 i 2010). Nagroda ta przyznawana jest corocznie przez prezesa Związku Kurpiów „za ochronę dziedzictwa kulturowego, budzenie tożsamości i działanie na rzecz wszechstronnego rozwoju Kurpiowszczyzny”. Stanisław Pajka został również uhonorowany tytułem Honorowego Obywatela Gminy Kadzidło oraz wyróżniony nagrodą Kurpiowskiego Nepomuka.

## Wybrane publikacje
- Uczeń na prowincji, Warszawa 1984;
- Koleinami życia Henryka Syski, Ostrołęka 1985;
- Z dziejów Liceum Pedagogicznego w Ostrołęce, Ostrołęka 1986;
- Nauczyciele województwa ostrołęckiego w latach wojny i okupacji 1939–1945, Ostrołęka 1989;
- Losy tułacze mieszkańców województwa ostrołęckiego 1939-1956, Ostrołęka 1993 (razem z B. Gołębiowskim);
- Współcześni badacze i popularyzatorzy Kurpiowszczyzny, Ostrołęka 1993;
- Zofia Niedziałkowska 1904–1991. Pedagog, historyk, regionalista;
- Związek Kurpiów 1996–2000. Z kroniki wydarzeń;
- Losy Kurpiów. Sukcesy i porażki;
- Wpisani w Kurpiowszczyznę i w życie moje, Ostrołęka 2003;
- Słownik biograficzny Kurpiowszczyzny XX wieku, Kadzidło 2008, ISBN 83-916349-2-2.
- Na drogach życia, Ostrołęka 2010, na książce ISBN 978-83-916252-9-X (ISBN 978-83-916252-9-3)
- Z kręgu ludzi mi życzliwych, Ostrołęka 2011, ISBN 978-83-930139-4-4
- Słownik biograficzny Kurpiowszczyzny XX-XXI wieku. Część druga, Ostrołęka 2016, ISBN 978-83-940655-7-7